# Typhonium angustilobum
Typhonium angustilobum är en kallaväxtart som beskrevs av Ferdinand von Mueller. Typhonium angustilobum ingår i släktet Typhonium och familjen kallaväxter. Inga underarter finns listade.